# Red Holzman
William „Red“ Holzman (* 10. August 1920 in New York City, New York; † 13. November 1998 in New Hyde Park, New York) war ein US-amerikanischer Basketballcoach und -spieler. Bekannt wurde er vor allem durch seine Zeit als Head Coach der New York Knicks, die er zu zwei NBA-Meisterschaften führte. Holzman wurde zum 50. Jubiläum des Bestehens der NBA unter die 10 besten Coaches der NBA-Geschichte gewählt.

## Laufbahn
Nach seiner College-Zeit am CCNY, wo er 1942 seinen Abschluss machte, und einem dreijährigen Dienst in der US Navy wurde Holzman Profibasketballer. Nach neun Jahren, davon acht bei den Rochester Royals und eins bei den Milwaukee Hawks, beendete er seine aktive Karriere. Von 1953 bis 1957 war er Trainer der Hawks, im ersten Jahr noch als Spielertrainer. Zwischen 1957 und 1967 war Holzman Assistenz-Trainer bei den Knicks, unter verschiedenen Cheftrainern.

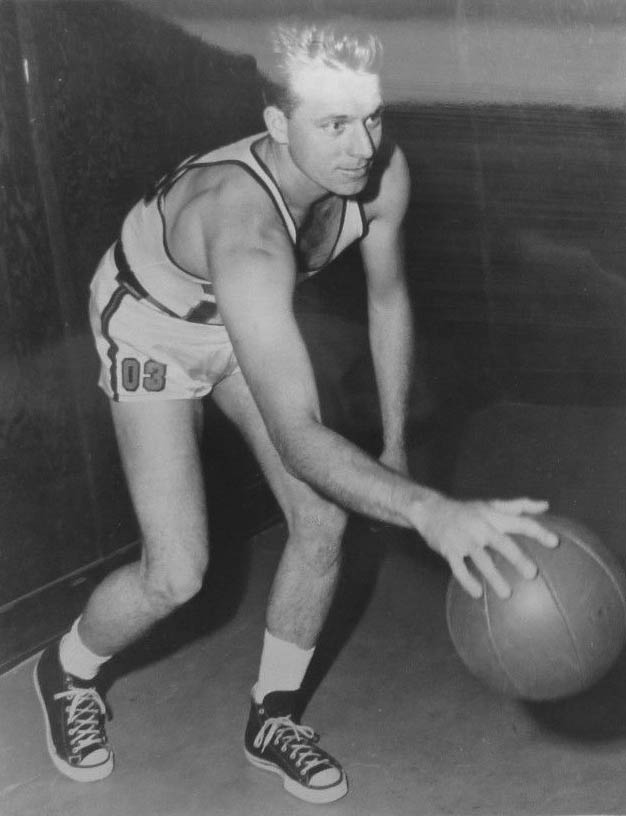
Holzman im Jahr 1950

Mitte der Saison 1967/68 übernahm er schließlich den Cheftrainerposten der Knicks. Bereits im Jahr darauf spielten die Knicks das erfolgreichste Jahr der Vereinsgeschichte, und ein Jahr  später (1969/70) folgte der erste Titelgewinn. Holzman formte dabei eine Mannschaft  um Walt Frazier, Willis Reed, Dave DeBusschere und Bill Bradley, die heute zu den besten aller Zeiten gezählt wird. Nach einer Finalniederlage 1972 und Verstärkung der Mannschaft durch Earl Monroe und Jerry Lucas gelang den Knicks 1973 ein weiterer Titelgewinn.
Holzman blieb bis 1982 Trainer der Knicks. Er beendete seine Karriere mit einer Bilanz von 696 Siegen zu 604 Niederlagen. Am 6. Mai 1986 wurde er in die Naismith Memorial Basketball Hall of Fame aufgenommen. Sportjournalisten wählten ihn zum Trainer des Jahrzehnts der 1970er. Er wurde 1996 anlässlich des 50-jährigen Bestehens der NBA von ausgewählten Journalisten unter die 10 Greatest Coaches in NBA History gewählt. Phil Jackson, in den Siebzigern Spieler unter Holzman bei den Knicks, hält ihn für den größten aller Zeiten.
Holzman starb mit 78 Jahren, nachdem bei ihm Leukämie diagnostiziert worden war, in New Hyde Park, New York.